# Q (James Bond)
 For alternative betydninger, se Q (flertydig). (Se også artikler, som begynder med Q)
Q er en fiktiv person i James Bond-filmene og nogle af bøgerne. Ligesom M er Q (står for Quartermaster samt en reference til Q-ships) mere en reference til en jobtitel end et navn. Han er leder for Q-afdelingen, som er en fiktiv udviklingsafdeling i British Secret Service.
Q har optrådt i 21 af de 24 Eon Productions James Bond-film, hvor undtagelserne har været Live and Let Die, Casino Royale og Quantum of Solace. Karakteren har også medvirket i Bond-film som Eon Productions ikke har produceret; Casino Royale fra 1967 og Never Say Never Again.
Q bliver altid portrætteret som en mand i James Bond-filmene. MI6's direktør Alex Younger afslørede i en tale i 2017 ved Women in IT Awards at den virkelige Q var en kvinde.
Q har været spillet af følgende personer:
- Peter Burton (1962)
- Desmond Llewelyn (1963–1999)
- Geoffrey Bayldon (1967)
- Alec McCowen (1983)
- John Cleese (2002)
- Ben Whishaw (2012–nu)